# دورة الشمس الدنيا

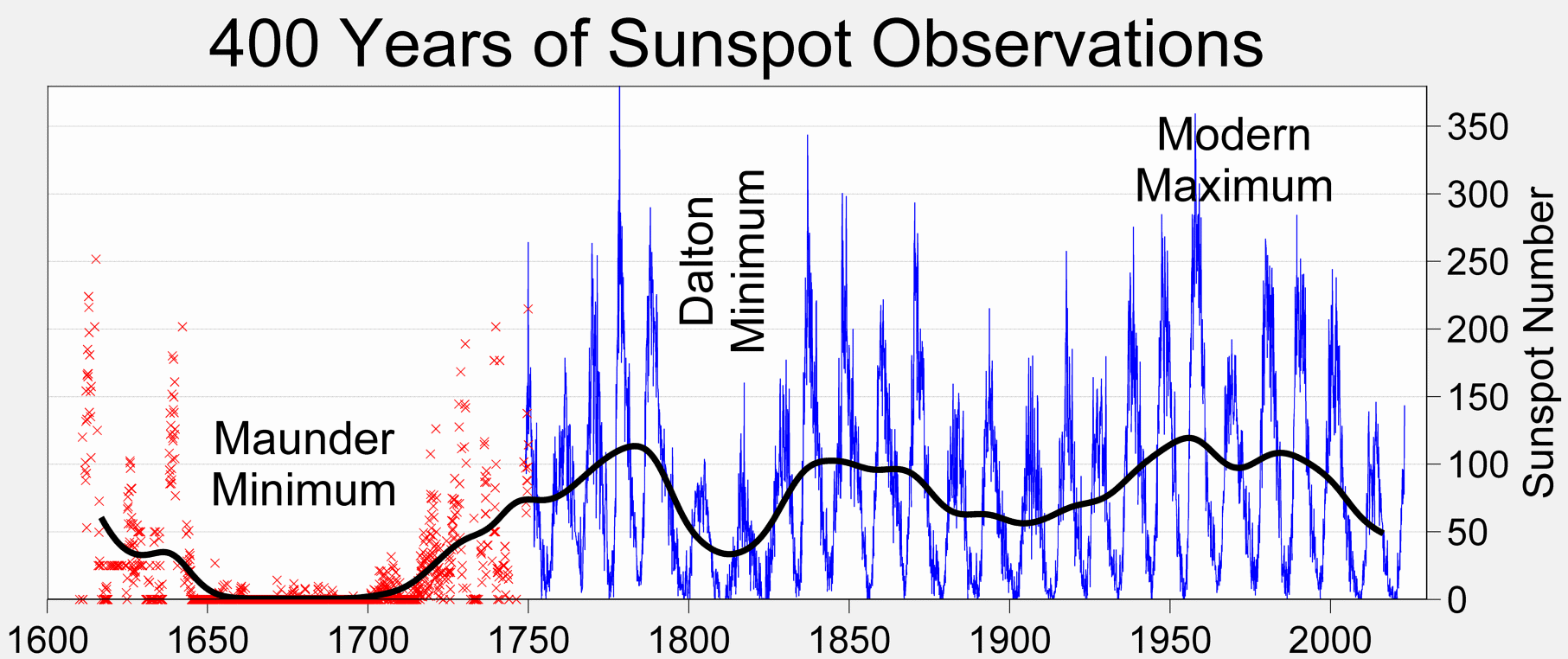
400 سنة من تاريخ البقع الشمسية (دورة وولف)

دورة الشمس الدنيا هي فترة النشاط الشمسي الأضعف خلال الدورة الشمسية المنتظمة التي تستغرق 11 عاما.. خلال هذا الوقت، تتضاءل البقع الشمسية وتضعف التوهجات الشمسية . ، وغالبا لا تحدث لعدة أيام .
الشمس تمر بدورة شمسية طبيعية تقريبا كل 11 عاما. وتتميز الدورة بزيادة ونقص البقع الشمسية تكون البقع مرئية على شكل عيوب داكنة على سطح الشمس، أو الغلاف الضوئي. ويعرف أكبر عدد من البقع الشمسية في أي دورة شمسية معطاة بذروة الدورة الشمسية (Solar Maximum) في حين يعرف العدد الأقل بالحد الأدنى للدورة الشمسية (Solar Minimum).
| الحدث                                              | البداية | النهاية      |
| -------------------------------------------------- | ------- | ------------ |
| دورة هومريك الدنيا                                 | 950BC   | 800BC        |
| دورة أورت (أنظر الحقبة القروسطية الدافئة)          | 1040    | 1080         |
| دورة القرون الوسطى (أنظر الحقبة القروسطية الدافئة) | 1100    | 1250         |
| دورة وولف                                          | 1280    | 1350         |
| دورة سبور                                          | 1450    | 1550         |
| دورة مواندر الدنيا                                 | 1645    | 1715         |
| دورة دالتون الدنيا                                 | 1790    | 1820         |
| ذروة الدورة الحديثة                                | 1900    | الوقت الحاضر |